# Rüllschau
Rüllschau (dän.: Rylskov) ist ein Dorf in Schleswig-Holstein, das seit dem 1. März 2023 zur Gemeinde Hürup gehört.

## Lage
Der ländliche Flensburger Vorort liegt östlich des Flensburger Stadtteils Tarup und ist über Nebenstraßen der Taruper Hauptstraße sowie der Bundesstraße 199 (Nordstraße) erreichbar. Südlich von Rüllschau liegt das Dorf Maasbüll, mit dem es bisher noch nicht verwachsen ist.

## Hintergrund

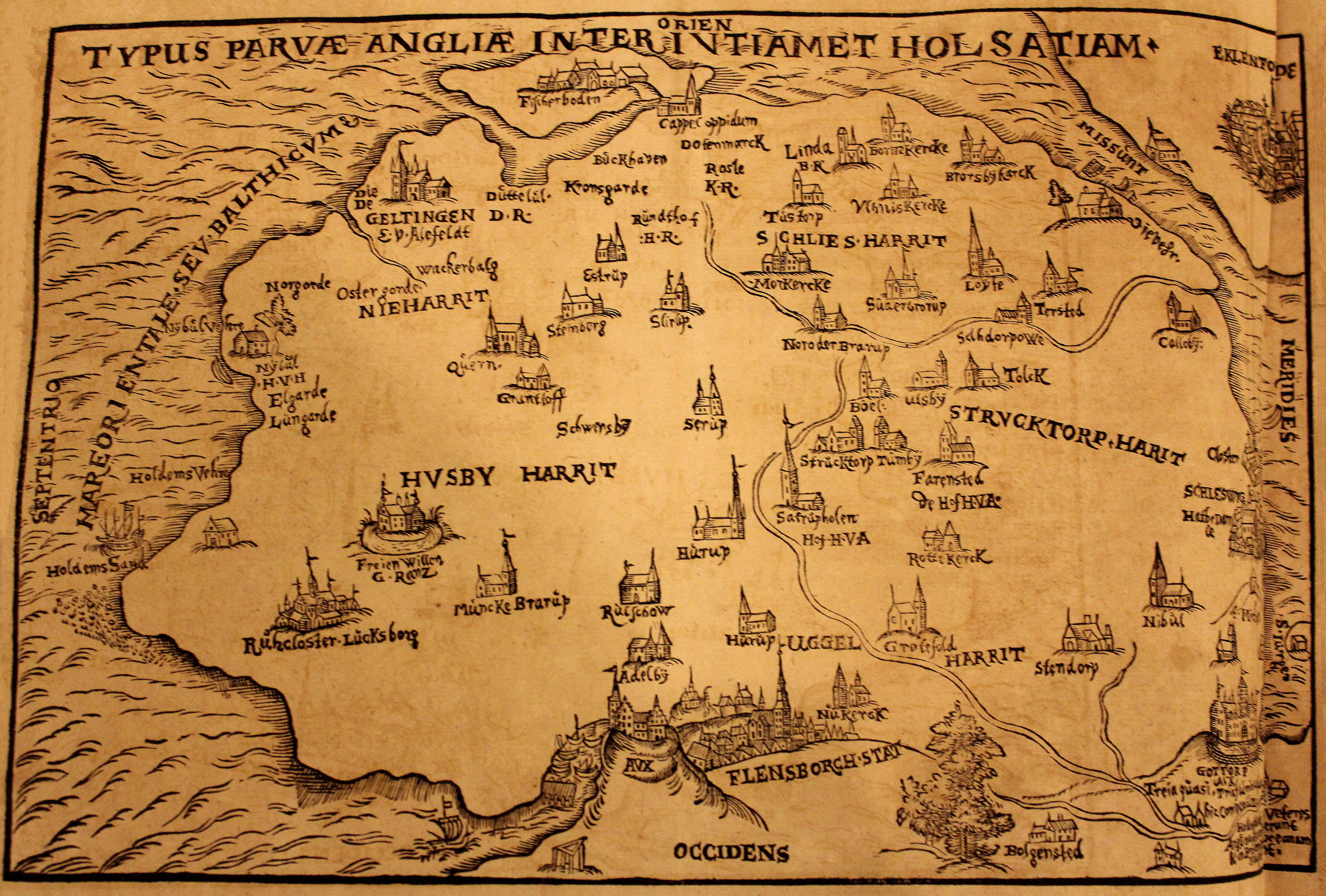
Auf der Karte von Angeln aus dem Jahr 1596 ist die Kirche mit dem Zusatz „Rülschow“ verzeichnet.

In vorchristlicher Zeit soll sich bei der Straße Helledal („heiliges Tal“) eine Kultstätte befunden haben. Die Michaeliskirche des Dorfes entstand spätestens Anfang des 13. Jahrhunderts. Möglicherweise wurde sie direkt auf dem schon erwähnten Kultplatz errichtet. Das Kirchspiel Rüllschau gehörte ursprünglich zur Husbyharde. Bis ins 21. Jahrhundert blieb Rüllschau als eine der kleinsten, eigenständigen Gemeinden Angelns erhalten.
Im Jahr 1424 wurde Rüllschau im Zusammenhang mit einem Prozess zwischen König Erich VII. und dem Herzog Rothanrup erstmals erwähnt. Eine zweite Erwähnung, aus dem Jahr 1440, unter dem Namen „Ruhelschau“, stammt aus dem Kirchenverzeichnis des Schleswiger Bischofs. Hans Nicolai Andreas Jensen deutete dieser Schreibweise folgend den Namen des Dorfes als „Rodung im heiligen Wald“. „Ru“ bedeutet demnach Rodung, wie auch beim Namen des im 12. Jahrhundert unweit gelegenen Rudekloster. Der Namensbestandteil „-hel-“ soll also „heilig“ bedeuten (vgl. beispielsweise Heliand). Wie schon erwähnt soll ein heidnischer Kultplatz in Rüllschau existiert haben, an dessen Stelle möglicherweise die Kirche errichtet wurde. Die Endung „-schau“ deutet, wie bei vielen anderen Ortsnamen der Gegend, beispielsweise Schausende, Schobüll auf einen Wald hin. Noch heute besitzt im Dänischen das Wort „skov“ diese Bedeutung. Rüllschau fand ein weiteres Mal 1451 als „Rolschouw“ in einem Verzeichnis der Güter des St.-Jürgen-Hospitals Erwähnung. „To Rolschouw“, wie das Güterverzeichnis von 1451 festhält, gehörte der Hof mit der heutigen Adresse Böver Weg 20, dem Hospital, der somit der älteste verbürgte Hof des Dorfes darstellt. Eine etwas jüngere Deutung, doch ebenfalls aus dem 19. Jahrhundert, stammt vom dänischen Linguisten Johannes Kok. Dieser deutete den Ortsnamen als eine Zusammensetzung aus Sønderjysk „Rylle“, was Hainbuche bedeutet und „-skov“ für Wald, also entsprechend der dänischen Schreibweise „Rylskov“.
Ein kleines Stück weiter östlich entstand des Weiteren irgendwann im Laufe der Zeit die kleine Siedlung Ruhnmark (Lage). Das besagte Dorf Ruhnmark wurde erstmals im Jahr 1567 erwähnt. Im 16. Jahrhundert fand auch erstmals der Hof Rosgaard, nördlich von Rüllschau, Erwähnung.
Im Jahr 1966 wurde Rüllschau mit der Gemeinde Maasbüll zusammengelegt. 1987 wurde das Pastorat der Gemeinde Rüllschau im Böverweg 29 abgerissen. Rüllschau besitzt heutzutage einen eigenen Gemeinde-Kindergarten, der sich in der sogenannten „Neuen Schule“ (einem Bau von 1950) befindet. Am 1. Januar 2007 bildete die Kirchengemeinde Rüllschau, zu der bis dahin schon Maasbüll gehörte, zusammen mit der Kirchengemeinde Hürup die neue Kirchengemeinde Hürup-Rüllschau mit 1600 Gemeindemitgliedern.
Zum 1. März 2023 wurde die Gemeinde Maasbüll nach Hürup eingemeindet.

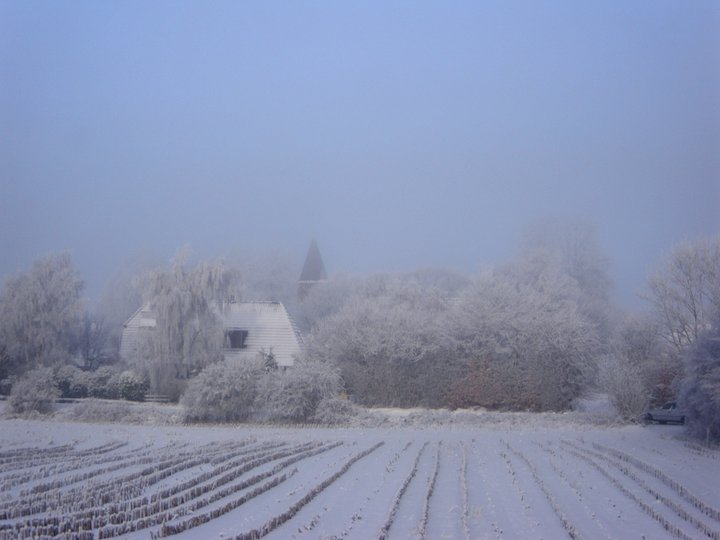
Ein Rüllschauer Feld im Winter mit Häusern und der Kirche Rüllschaus im Hintergrund (2012)

## Verschiedenes
- Der sogenannte „Rüllschauer Graben“ bildet im Norden die Grenze zwischen Rosgaarder Gebiet und Rüllschauer Gebiet. Der Rüllschauer Graben fließt weiter nach Osten, wo er in den „Rosgaarder Bach“ fließt, der einen Zufluss zur Munkbrarupau darstellt.
- Die Michaeliskirche ist das einzige Kulturdenkmal des Ortes; vgl. Liste der Kulturdenkmale in Hürup.
- Westlich liegt mit dem Vogelsang eines der größten Landschaftsschutzgebiet der Stadt Flensburg. Über den Rüllschauer Weg gelangt man von dort nach Rüllschau.
- Das 2005 entstandene Wappen der Gemeinde Maasbüll enthält das Flammenschwert des Erzengels Michael und verweist damit auf die Michaeliskirche in Rüllschau.[18]

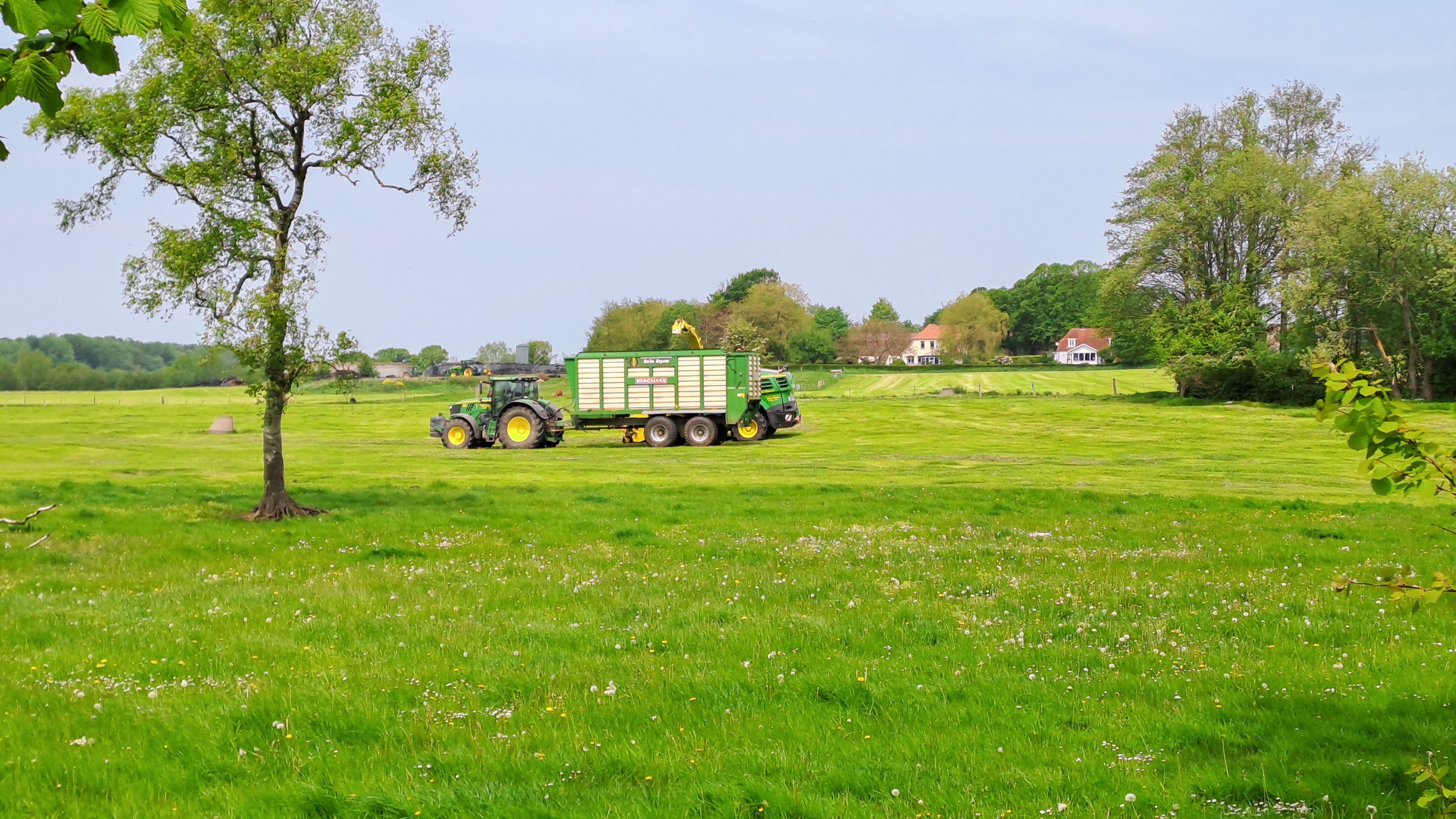
Erste Grünlandmahd des Jahres am Moorweg in Rüllschau